# Erio Castellucci
Erio Castellucci (Forlì, 8 de julho de 1960) é um clérigo católico romano italiano e arcebispo de Módena-Nonantola e bispo de Carpi.

## Biografia
Nasceu em Forlì, capital da cidade e bispado, em 8 de julho de 1960.

### Formação e ministério sacerdotal
Ele participou dos magistrais e entrou no seminário em 1978, completando seus estudos no seminário regional de Bolonha. Em 5 de maio de 1984, foi ordenado sacerdote para a diocese de Forlì-Bertinoro, continuando seus estudos na Pontifícia Universidade Gregoriana de Roma. Em 1985, obteve uma licença em teologia dogmática e, em 1988, um doutorado com uma tese sobre a dimensão cristológica e eclesiológica do presbítero no Concílio Vaticano II.
Em 1988, tornou-se professor de disciplinas teológicas na Faculdade Teológica de Emília-Romanha, desempenhando também as funções de reitor da faculdade no período 2005-2009. Depois, ele ensina em outros institutos de ciências religiosas em Forlì, Rimini e Pesaro. Nos mesmos anos, começou a publicação de artigos e ensaios sobre alguns temas de teologia e eclesiologia, dedicando especial atenção ao ministério do presbítero e, de 2009 a 2015, exerceu sua atividade pastoral como pároco em Forlì, na paróquia de San Giovanni Evangelista.

### Ministério episcopal
Em 3 de junho de 2015, o Papa Francisco o nomeou arcebispo-abade de Modena-Nonantola; sucede a Antonio Lanfranchi, que morreu em 17 de fevereiro. Em 29 de junho, ele recebeu o mesmo papa na Basílica de São Pedro, no Vaticano. No dia 12 de setembro seguinte, ele recebeu a ordenação episcopal, no Palafiera di Forli, do bispo Lino Pizzi, tendo como co-consagrantes os bispos Vincenzo Zarri e Enrico Solmi. Em 13 de setembro, ele tomou posse da arquidiocese na catedral de Modena; durante a mesma celebração, o núncio apostólico Adriano Bernardini impôs-lhe o pálio. No dia seguinte, ele entra em Nonantola.
Na Conferência Episcopal Italiana, ele foi membro da Comissão Episcopal de Educação, Escola e Universidade Católica .
Em 7 de maio de 2016, ele oficiou o funeral de seu antecessor na catedral de Modena, na cabeça da arquidiocese de Modena-Nonantola, Benito Cocchi. Em 13 de novembro seguinte na catedral de Modena, foi nomeado grande oficial da Ordem Equestre do Santo Sepulcro de Jerusalém.
Desde 1 de abril de 2017, ele é consultor da Congregação para o Clero. Em 22 de maio de 2018, durante a 71ª Assembléia Geral da Conferência Episcopal Italiana, ele foi nomeado presidente da Comissão Episcopal para a doutrina da fé, um mandato de cinco anos ; acontecendo com Ignazio Sanna.
A partir de 26 de junho de 2019, ele também exerce o cargo de administrador apostólico da Diocese de Carpi, após a aceitação da renúncia do Bispo Francesco Cavina . Em 7 de dezembro de 2020, foi nomeado bispo in persona episcopi de Carpi.